# Novi Mir (Khabàrovsk)
|  | Per a altres significats, vegeu «Novi Mir». |

Novi Mir (en rus: Новый Мир) és un poble del krai de Khabàrovsk, a Rússia, que el 2018 tenia 1.084 habitants. Pertany al districte rural de Komsomolsk na Amure.